# Судові витрати
Судові́ ви́трати — затрати, що були понесені у зв'язку з розглядом і вирішенням справи в суді.

## Судові витрати в адміністративному процесі
Згідно статті 132 Кодексу адміністративного судочинства України, судові витрати складаються з судового збору та витрат, пов'язаних з розглядом справи.
Розмір судового збору залежить від типу скарги чи позову, що подається.
До витрат, пов'язаних із розглядом справи, належать витрати:
1. на правову допомогу;
2. на транспорт учасників процесу до суду;
3. пов'язані з залученням свідків, спеціалістів, експертів, проведенням експертизи;
4. пов'язані з проведенням інших дій, необхідних для розгляду справи.[4]

## Судові витрати вгосподарському процесі
Відповідно до статті 123 Господарського процесуального кодексу України, судові витрати складаються з судового збору та витрат, пов'язаних з розглядом справи, зокрема витрат на професійну правничу допомогу, пов'язаних із залученням свідків, спеціалістів, перекладачів, експертів та проведенням експертизи, витребування доказів інших.
Судовий збір справляється:
1. за подання до суду позовної заяви та іншої заяви, передбаченої процесуальним законодавством;
2. за подання до суду апеляційної і касаційної скарг на судові рішення, заяви про перегляд судового рішення у зв'язку з нововиявленими обставинами, заяви про скасування рішення третейського суду, заяви про видачу виконавчого документа на примусове виконання рішення третейського суду та заяви про перегляд судових рішень Верховним Судом України;
3. за видачу судами документів.[5]

## Судові витрати в цивільному процесі
Відповідно до статті 133 Цивільного процесуального кодексу України, судові витрати складаються з судового збору та витрат, пов'язаних з розглядом справи.
- розмір судового збору встановлюється законом;
- розмір витрат, пов'язаних із розглядом справи, складається з витрат: на правову допомогу, сторін та їх представників, що пов'язані з явкою до суду, пов'язаних з залученням свідків, експертів, перекладачів, пов'язаних з оглядом справи та речових доказів та витрат, пов'язаних з публікацією у пресі оголошення про виклик відповідача;
- ціна позову — це грошовий вираз майнових вимог, які були заявлені позивачем в суді; в залежності від типу позову складаються з різних сум;
- витрати на правову допомогу складають витрати, пов'язані з залученням до справи адвоката чи іншого фахівця права;
- витрати учасникам процесу складаються з виплат на їх транспорт до місця проведення розгляду справи та витрат на винаймання житла;
- витрати експертам, перекладачам, свідкам, витрати на проведення експертиз тощо сплачуються особою, що заявила клопотання про їх залучення до справи; а витрати, що складаються з добових витрат свідка, перекладача тощо та компенсації за втрачений заробіток чи відрив від звичайних занять, сплачує сторона, не на користь якої винесене рішення. Розмір цих сум та їх межі встановлюються законодавством;
- витрати, пов'язані з оглядом доказів чи будь-яких інших дій, потрібних для справи, несе сторона, яка заявила клопотання про їх вчинення;
- всі судові витрати суд покладає на сторону, не на користь якої винесене рішення; при відмові в задоволенні позивних вимог, закритті провадження у справі чи залишенні позову без розгляду судові витрати відшкодовуються за рахунок держави; інші можливі випадки регулюються Цивільним процесуальним кодексом)[6]

## Судові витрати в кримінальному процесі
Кримінальний процесуальний кодекс використовує поняття «процесуальні витрати» (ст. 118).
Процесуальні витрати складаються з:
1. витрат на правову допомогу;
2. витрат, пов'язаних з прибуттям до місця досудового розслідування або судового провадження;
3. витрат, пов'язаних з залученням потерпілих, свідків, спеціалістів, перекладачів та експертів;
4. витрат, пов'язаних з зберіганням і пересиланням речей і документів.

### Розподіл процесуальних витрат
У разі ухвалення обвинувального вироку суд стягує з обвинуваченого на користь потерпілого всі здійснені ним документально підтверджені процесуальні витрати. За відсутності в обвинуваченого коштів, достатніх для відшкодування зазначених витрат, вони компенсуються потерпілому за рахунок Державного бюджету України у випадках та в порядку, передбачених законом для компенсації шкоди, завданої кримінальним правопорушенням.
У разі ухвалення обвинувального вироку суд стягує з обвинуваченого на користь держави документально підтверджені витрати на залучення експерта.
Якщо суд апеляційної чи касаційної інстанції, Верховний Суд України, не приймаючи рішення про новий судовий розгляд, змінить судове рішення або ухвалить нове, він відповідно змінює розподіл процесуальних витрат.

### Визначення розміру процесуальних витрат
Суд за клопотанням осіб має право визначити грошовий розмір процесуальних витрат, які повинні бути їм компенсовані.

### Рішення щодо процесуальних витрат
Суд вирішує питання щодо процесуальних витрат у вироку суду або ухвалою.
Сторони кримінального провадження, свідки, експерти, спеціалісти, перекладачі мають право оскаржити судове рішення щодо процесуальних витрат, якщо це стосується їхніх інтересів.

## Витрати на інформаційно-технічне забезпечення судових процесів
Витрати на інформаційно-технічне забезпечення судових процесів — це витрати, які сплачували відповідно до закону фізичні та юридичні особи, що звертаються в цивільному або господарському провадженні до суду з позовними та іншими заявами та клопотаннями. В Україні розмір витрат встановлюється Кабінетом Міністрів. З 1 листопада 2011 року, внаслідок набуття чинності Закону № 3674-VI «Про судовий збір», цей збір скасований.

### Мета використання коштів
Кошти від оплати витрат спрямовуються на інформування учасників судових процесів про хід і результати розгляду справ, виготовлення та видачу копій судових рішень, що здійснюються шляхом створення та забезпечення функціонування Єдиної судової інформаційної системи, вебпорталу судової влади, комп'ютерних локальних мереж, сучасних систем фіксування судового процесу, придбання та обслуговування комп'ютерної і копіювально-розмножувальної техніки, впровадження електронного цифрового підпису та інше.

### Суми витрат
Конкретні суми витрат на інформаційно-технічне забезпечення залежно від категорії справи і виду провадження визначаються постановою Кабінету Міністрів «Про затвердження Порядку оплати витрат з інформаційно-технічного забезпечення судових процесів, пов'язаних з розглядом цивільних та господарських справ, та їх розмірів» від 21 грудня 2005 р. № 1258.
В період між травнем 2002 р. і квітнем 2009 р. сума витрат, яка сплачувалась в господарському провадженні, становила 118 гривень відповідно до постанови Кабінету Міністрів «Про визначення розміру витрат на інформаційно-технічне забезпечення судового процесу» від 29 березня 2002 р. № 411
В період між квітнем 2007 р. і квітнем 2009 р. сума витрат, яка сплачувалась в цивільному провадженні, становила від 1,5 до 30 гривень в залежності від категорії справи відподвідно до постанови Кабінету Міністрів «Про внесення змін до постанови Кабінету Міністрів України від 21 грудня 2005 р. N 1258 та визнання такими, що втратили чинність, деяких постанов Кабінету Міністрів України» від 13 квітня 2007 р. № 627"
Перегляд суми витрат, який Кабінет Міністрів здійснив у квітні 2009 р., означав суттєве збільшення сум судових витрат, зокрема для фізичних осіб, для яких витрати збільшились «практично в деясять разів». Тому своєю Постановою від 8 липня 2009 року № 693 Кабінет Міністрів України повернув у дію старі тарифи. Тобто 1,5 — 30 гривень по цивільних справах і 118 гривень — по господарських.
Однак менш ніж через місяць Постановою від 5 серпня 2009 року № 825 Кабінет Міністрів України знов значно збільшив суми витрат з інформаційно-технічного забезпечення судових процесів. Так по цивільним справам вони стали становити від 10 до 120 гривень, а по господарським справам — 236 гривень.